# ستاک (مجموعه تلویزیونی)
ستاک یک مجموعه تلویزیونی محصول سال ۱۳۷۳ به کارگردانی سعید نادری، نویسندگی و تهیه‌کنندگی می‌باشد که از شبکه پخش شد.

## بازیگران
- امیر وطن‌زاد
- بهاره جزایری
- پیمان فروهر
- شهلا ریاحی